# Simon Yates
Simon Yates (født 7. august 1992) er en britisk landevejs- og banecykelrytter og tvillingebror til cykelrytteren Adam Yates. Han kører for det professionelle cykelhold Team Visma | Lease a Bike. Yates har flere gange deltaget i Tour de France, og han vandt i 2017-udgaven ungdomskonkurrencen med en samlet 7. plads. I 2019-udgaven vandt han sin første etapesejr i løbet. Han har desuden en samlet sejr i Vuelta a España 2018.

## Resultater

### Landevej
2011
Samlet, Twinings Pro-Am Tour
6. etape, Tour de l'Avenir
2013
3. plads samlet og 6. etape, Tour of Britain
3. plads, La Côte Picarde
5. og 6. etape, Tour de l'Avenir
6. etape, Tour of Britain
2016
Villafranca de Ordizia
6. etape, Vuelta a España
2017
6. etape, Paris-Nice
GP Miguel Indurain
4. etape, Romandiet Rundt
Ungdomskonkurrencen, Tour de France
2018
7. etape, Paris-Nice
7. etape, Catalonien Rundt
9., 11. og 15. etape, Giro d'Italia
7. etape, Polen Rundt
Samlet + 14. etape, Vuelta a España
2019
4. etape, Vuelta a Andalucía
5. etape, Paris-Nice (ITT)
12. og 15. etape, Tour de France
2020
Samlet + 5. etape, Tirreno-Adriatico

### Tidslinje over resultater fra den gererelle klassifikation
| Resultater fra den generelle klassifikation ved Grand Tour    |      |      |      |      |      |      |
| Grand Tour                                                    | 2014 | 2015 | 2016 | 2017 | 2018 | 2019 |
| Giro d'Italia                                                 | —    | —    | —    | —    | 21   | 8    |
| Tour de France                                                | DNF  | 89   | —    | 7    | ––   |      |
| Vuelta a España                                               | —    | —    | 6    | —    | 1    |      |
| Store etapeløb og resultater ved den generelle klassifikation |      |      |      |      |      |      |
| Løb                                                           | 2014 | 2015 | 2016 | 2017 | 2018 |      |
| Paris-Nice                                                    | 44   | 29   | DSQ  | 9    | 2    | 25   |
| Tirreno-Adriatico                                             | —    | —    | —    | —    | ––   |      |
| Volta a Catalunya                                             | —    | —    | —    | —    | 4    | 13   |
| Baskerlandet Rundt                                            | 11   | 5    | DNF  | 22   | ––   |      |
| Tour de Romandie                                              | —    | 6    | —    | 2    | ––   |      |
| Critérium du Dauphiné                                         | —    | 5    | —    | 13   | ––   |      |
| Tour de Suisse                                                | —    | —    | —    |      | ––   |      |

| —   | Deltog ikke      |
| DNF | Gennemførte ikke |
| DSQ | Diskvalificeret  |

## Eksterne links
- Wikimedia Commons har flere filer relateret til Simon Yates
- Simon Yates' opslag i Munzinger Sportsarchiv (tysk)
- Simon Yates' profil på Olympics.com (engelsk)
- Simon Yates' profil på Olympedia (engelsk)
- Simon Yates' profil hos Storbritanniens Olympiske Komité (engelsk)
- Simon Yates' profil hos UCI (engelsk)
- Simon Yates' profil på CycleBase (engelsk)
- Simon Yates' profil på Cykelsiderne
- Simon Yates' profil på Cycling Quotient (engelsk)
- Simon Yates' profil på ProCyclingStats (engelsk)
- Simon Yates' profil på FirstCycling